# Iwajło Petkow
Iwajło Rumenow Petkow (bułg. Ивайло Руменов Петков, ur. 24 marca 1976 roku w Dolnym Dabniku, w obwodzie Plewen), bułgarski piłkarz występujący na pozycji lewego lub środkowego obrońcy.

## Kariera klubowa
W bułgarskiej ekstraklasie zadebiutował w wieku dwudziestu lat w barwach Spartaka Plewen. Młody zawodnik spodobał się rozpoczynającemu selekcjonerską przygodę Christo Bonewowi, który w listopadzie 1996 roku powołał go do reprezentacji Bułgarii. W kadrze Petkow wkrótce zastąpił na lewej obronie zdobywcę medalu Mundialu 1994 Canko Cwetanowa.
Jego pozycję w drużynie narodowej umocnił tytuł mistrza kraju, wywalczony w sezonie 1997–1998 z Liteksem Łowecz oraz - będący konsekwencją tego sukcesu - zagraniczny transfer do Istanbulsporu. W tureckim klubie spędził łącznie sześć lat i chociaż nie zdobył żadnych trofeów (rokrocznie musiał bronić się przed spadkiem), wyrósł na lidera defensywy zespołu, w którego barwach łącznie rozegrał 160 meczów. Od 1997 roku w Istanbulsporze grał również jego kolega z reprezentacji bramkarz Zdrawko Zdrawkow. Udane występy zaowocowały - pod koniec 2003 roku - propozycją przejścia do Fenerbahçe SK.
Jednak po rundzie wiosennej rozgrywek 2003–2004 (zakończonych zdobyciem mistrzostwa Turcji) Petkow zdecydował się wyjechać do Rosji, do drugoligowego Kubania Krasnodar. W 2005 roku powrócił do Turcji, tym razem został zawodnikiem MKE Ankaragücü, ale dwa sezony później ponownie odszedł do występującego już w ekstraklasie Kubania.
W sezonie 2007 jego Kubań zajął przedostatnie miejsce w tabeli pierwszej ligi rosyjskiej i nowy sezon musiał rozpocząć w niższej klasie rozgrywkowej.
Na początku 2009 roku po jedenastu latach powrócił do kraju. Został sprowadzony do Liteksu przez nowego trenera Stanimira Stoiłowa. Pod wodzą jego następców, Angeła Czerwenkowa (2009–2010) i Ljubosława Penewa (2010–2011), świętował - jako kapitan drużyny - zdobycie dwu tytułów mistrza Bułgarii.
Piłkarską karierę zakończył latem 2011 roku w wieku trzydziestu pięciu lat.

## Kariera reprezentacyjna
Z reprezentacją Bułgarii brał udział w Mundialu 1998 (dwa mecze) oraz Euro 2004. Na tym ostatnim turnieju zagrał w dwu pierwszych spotkaniach: przegranych 0:5 ze Szwecją i 0:2 z Danią. Później występował w kadrze coraz rzadziej; rozstał się z kadrą w maju 2006 roku. Jego następcą w pierwszej jedenastce został Lucio Wagner.
Kiedy selekcjonerem w styczniu 2009 został Stanimir Stoiłow, który wcześniej sprowadził go do Liteksu, po niemal trzech latach nieobecności Petkow otrzymał powołanie do reprezentacji. Wystąpił w niej w towarzyskim spotkaniu ze Szwajcarią (11 lutego 2009); to był - jak się okazało - jego ostatni mecz w drużynie narodowej.

## Sukcesy piłkarskie
- mistrzostwo Bułgarii 1998, 2010 i 2011, Puchar Bułgarii 2009 i Superpuchar Bułgarii 2010 z Liteksem Łowecz
- mistrzostwo Turcji 2004 z Fenerbahçe